# Lido degli Estensi
Lido degli Estensi è una località balneare della provincia di Ferrara appartenente ai sette Lidi di Comacchio. Porta il nome della famiglia degli Estensi che a lungo governarono Ferrara.

## Storia
Nel secolo XVII l'area dove si trova il Lido degli Estensi faceva parte della Scaglia di Bellocchio. Quest'ultima era stata prima di proprieta' dell'architetto Luca Danese e poi la maggior parte di essa pervenne alla famiglia Patrignani.
Negli anni trenta la costa su cui si trovano lido degli Estensi e lido di Spina subì una grande opera di piantumazione di numerosi esemplari di pino domestico, prolungando verso nord la Pineta di Classe. Gli alberi crebbero nei successivi vent'anni, creando una striscia verde tra le valli di Comacchio e il mare. Negli anni cinquanta iniziò la trasformazione della zona a scopo turistico-balneare e vennero edificati palazzi, alberghi e le infrastrutture necessarie, portando in parte all'abbattimento dei pini.
Nella metà del XX secolo la famiglia Patrignani cedette la proprietà ai fratelli Mario e Ivan Gardini e ad Amerigo Pasolini. Questi ultimi, con l'aiuto di imprenditori locali e dell'Ente provinciale del Turismo di Ferrara, avviarono una serie di operazioni immobiliari e di lottizzazione a scopi turistici  nell'area che successivamente verra' denominata Lido degli Estensi.
Numerosi edifici vennero progettati dall'architetto cesenate Saul Bravetti come il ristorante "la Vela d'Oro", chiuso nel 2011 e poi demolito.
L'abitato ha residenti anche in inverno. Sono presenti una chiesa parrocchiale, un polo scolastico ed una darsena turistica.
Nel 1961 venne eretta la chiesa di San Paolo che era stata progettata dall'architetto Saul Bravetti con il patrocinio di Paola Pasolini.

## Turismo

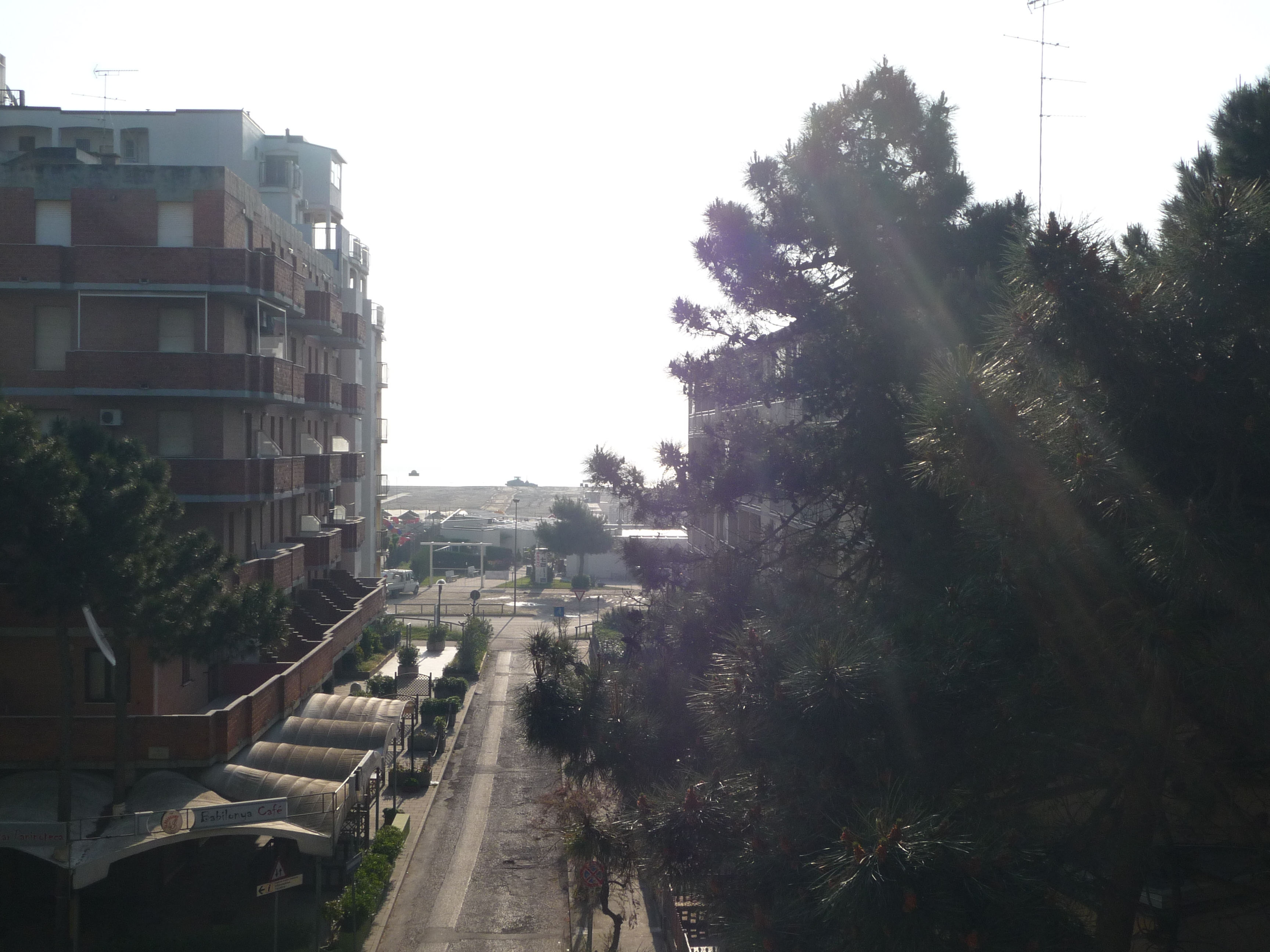
Lido degli Estensi

Il lido ha ottenuto la bandiera blu nel 2019.
Nel 2013 è stato dato inizio ai lavori di allargamento del porto-canale che lo separa da Porto Garibaldi, con il conseguente rifacimento di tutto il molo turistico e la demolizione della storica sede della Lega Navale.